# Sonny Boy
『Sonny Boy』（サニーボーイ）は、マッドハウス制作による日本のテレビアニメ作品。2021年7月から10月までTOKYO MXほかにて放送された。第25回文化庁メディア芸術祭アニメーション部門優秀賞受賞作品。

## あらすじ
8月16日、中学3年生の長良たちは学校にたむろしていた。長良は希、瑞穂、朝風ら、クラスメイトの36人と共に、不思議な世界へ飛ばされる。
飛ばされた彼らは様々な超能力を獲得する。傍若無人に暴れ回ったり、トップとして生徒をまとめようとしたり、元の世界へと戻り方を見つけようと必死な者もそこにいた。
その後、いったん落ち着いたかに見え、楽な暮らしをしていたが、火事や生徒の行方不明といったトラブルが起こる。そのような中、明星は希にほかの人には聞こえない声の話をする。また、長良は自身が世界を移動させる能力を持っていることに気づく。長良は生徒たちから原因ではないかと疑われる。
生徒たちはおのおの旅に出る。長良は建設現場で働く。そして、犬のやまびこの思い出話を聞いたり、世界をもとに戻せる人に会ったりしながら長良は旅をつつける。
長良と瑞穂は希の「死」を知る。やがて彼らは日常生活に戻る。長良には飛ばされた世界での出来事が夢のように思われるのだった。

## 登場人物
長良（ながら）
声 - 市川蒼
本作の主人公である中学3年生。
自身を取り巻く環境に飽きて人生に諦めを感じている。家族とコミュニケーションが上手くいっておらず、学校の生徒らとも距離をとり冷めた態度で眺めている。キャップやエースと共に野球をやっていた経験がある。
能力として、自分のいる場所をテレポーテーションさせ、他の世界に行く事ができる「テレポート」を発現した。
希（のぞみ）
声 - 大西沙織
ベルリンから帰国してきた転校生。初日に屋上で教科書を破っているところを長良に目撃される。どんなに困難な状況でも決して自身を曲げることのない強い意志を持っている。裏表のない性格で骨折曰く、みんなに偽りなく接している。
能力として、どこでも一点を示している光を見ることが可能な「コンパス」を発現した。本人は光が出口だと主張するが、他人には見えない。
瑞穂（みずほ）
声 - 悠木碧
中学3年生。トートバッグにとら（声 - 島田敏）・げん（声 - 辻親八）・さくら（声 - 津田匠子）という、祖母が大切にしていた3匹のネコたちをいつも連れて歩いている。
性格はマイペースかつ気分屋。周りとは積極的に関わることなく孤立している。また思っている事をストレートに言葉にしてしまうため軋轢が生じている。フルネームは小山瑞穂。
能力として、どんな望みでもネコたちが持ってくる「ニャマゾン」を発現した。
第3話で漂流前から能力を発現していたこと、自分以外にも漂流前から能力を使える者がいたはずと長良に打ち明ける。３話以降は長良や希と行動を共にする。
朝風（あさかぜ）
声 - 小林千晃
反抗的な性格で、命令されるのが苦手。漂流先で生徒らを管理しようとする生徒会に対し反乱を起こす。
漂流してから希に好意を持ち、希が長良を気に掛け行動を共にすることをよく思っていない。
骨折曰く「意地っ張りで子どもっぽく少し性格悪い」。
能力として、重力のコントロールができる「スローライト」を発現した。元々目立つ生徒ではなかったが、その能力の強大さから漂流後は存在感を示すようになる。
ラジダニ
声 - 後藤ヒロキ
エキゾチックな顔立ちの男子生徒。インド人。漂流世界を地道に分析し、「ルール」があることを突き止める。
思慮深く頭脳明晰で積極的に世界の謎を解き明かしていく。
元の世界へ帰る計画が失敗した後に一人旅に出たが、11話で長良と瑞穂と再会。2000年ほど漂流していたらしい。
発現した能力「ポケコン」でプログラムを実世界に反映することができる。
明星（ほし）
声 - 内藤有海
左目の下に星型のあざがある男子生徒。一見愛らしくフレンドリーな性格だが、第1話でキャップを焚き付けてリーダーにしたり、ポニーを煽ったりと腹黒い一面を持つ。
フルネームは楠木明星。漂流前、何者かの声（ヴォイス）から「君たちは漂流する。そこは不条理の支配する世界」と聞いていた。
ポニー
声 - 佐藤はな
ポニーテールの女子生徒。生徒会長を務める。生真面目な性格で生徒たちをまとめようと苦心する。
フルネームは田中真千。漂流前の生徒会長選挙で明星に投票数を改ざんさせて会長に当選している。
キャップ
声 - 上田燿司
野球帽をかぶった大柄な男子生徒。第1話で明星の企みによってリーダーとなったが、「ルール」の盲点をつかれ醜態を晒す。小心者で周囲に流されがちだが、優しく素朴な性格。
はやと
声 - 山本祥太
眼鏡をかけた男子生徒。明星に頼まれ、生徒が発現した能力をノートにまとめている。
上海（しゃんはい）
声 - 荻野佳奈
金髪の小柄な女子生徒。上海語を話す。エースと共にいることが多く、付き合っている様子。猫嫌いで瑞穂のことを嫌っている。
エース
声 - 村井雄治
野球部のエースで容姿端麗な男子生徒。いつも上海とつるんでいる。あき先生の言葉に従い長良を疑う。練習嫌いの天才で既にプロから声がかかっているらしい。能力はどんな水でもおいしく飲めるというもので大したものではなく、野球部のエースとしてチヤホヤされていた元の世界に戻りたがっている。
あき先生
声 - 加隈亜衣
眼鏡に白衣姿の女性教師。4話終盤で突然海から登場。生徒たちを「貴様ら」と呼び「元の世界には戻れない」と告げる。漂流は長良の能力「エスケープ」によるものと決めつけて生徒たちを分断し、朝風を救世主と持ち上げる。軍人のような性格で生徒たちを軍人のように躾けているが、元々は女子アナウンサーのようなぶりっ子キャラだったらしい。
ヴォイス
声 - 大川透
明星にだけ聞こえる謎の声。第6話ではサングラスをかけ車椅子に乗った老人として登場した。
やまびこ
声 - 津田健次郎
言葉を話す大型犬。フルネームは「やまだくにひこ」。元は長良たちと同じ中学の3年生で、長良の学年が卒業した年に入学したが、既に5000年も漂流している。漂流中こだまと出会い、彼女に忠誠を誓って犬の姿になった。
こだま
声 - 竹達彩奈
やまびこが漂流中に出会った女子生徒。万物をつかさどる能力を持ち、「祝祭の森」の世界で生徒たちをまとめていた。体に腫瘍ができる疫病で他の生徒たちと共に亡くなる。
戦争
声 - 遊佐浩二
「祝祭の森」に疫病を持ち込み全滅させた謎の男。やまびこだけ感染しなかったのはこの世界がやまびこが作り上げたものだからと喝破した。
会長
声 - 園崎未恵
漂流世界のどこかにある「漂流被害者の会」の会長。会で漂流は長良が原因と発表し、コウモリ先輩に断罪をまかせる。
コウモリ先輩
声 - 長谷川芳明
漂流世界のエリート「ビートニク」メンバー。黒い傘の姿になったりコウモリのように空を飛ぶことができる。長良を「バベル」の世界に迷わせる。
二つ星
声 - 松野太紀
「バベル」の世界で働く小柄な少年。迷い込んできた長良に親切に仕事を教える。
スス頭（すすがしら）
声 - 中島卓也
靴下のような帽子に眼鏡をかけた青年。「バベル」を司るホストで「ビートニク」のメンバー。
ソウ / セイジ
声 - 古川慎
髪の毛が1本多いか少ないかで争いを繰り返す双子の兄弟。漂流前は「荘 誠司」というひとりの男子生徒だった。世界をリセットする「リバース」能力を持ち、あき先生は世界を変えるために必要な能力だとしている。
骨折
声 - 尾崎由香
左腕を骨折してアームカバーで吊るしている女子生徒。10話では語り手となり、体に物がくっつく能力と偽っていたが、実は他人の心の声を聴く「モノローグ」能力の持ち主と明かす。朝風に好意を寄せており、彼と行動を共にしているが、肝心の朝風には雑用係程度にしか思われていない。能力により、もちろんそれを知っているが彼の望む態度を取っている。希の手紙によると本名は｢つばさ｣である。

## スタッフ
- 原作・監督・脚本 - 夏目真悟[8]
- キャラクター原案 - 江口寿史[8]
- キャラクターデザイン - 久貝典史[8]
- 総作画監督 - 長坂慶太（第5・7・9話）
- アクション作画監督 - 小田剛生（第12話）
- 美術監督 - 藤野真里[8]
- 色彩設計 - 橋本賢[8]
- 撮影監督 - 伏原あかね[8]
- 3D監督 - 長浜裕樹・廣住茂徳（第1話）
- 編集 - 木村佳史子[8]
- 音響監督 - はたしょう二[8]
- BGM - コーニッシュ（第10話）
- 音楽制作 - フライングドッグ
- 音楽アドバイザー - 渡辺信一郎[14]
- 音楽プロデューサー - 石川吉元、深水円
- プロデューサー - 向井地基起、田口亜有理、松井優子、和田健作、石川功、菊地実郎
- アニメーションプロデューサー - 福士裕一郎
- アニメーション制作 - MADHOUSE[8]
- 製作 - 松竹、マッドハウス、BS朝日、丸井グループ

## 楽曲
- 出典 - [14][15][16][17]

「少年少女」
銀杏BOYZによる主題歌・エンディングテーマ。作詞・作曲・編曲は峯田和伸。

Music
「Broken Windows」・「Seagull」
落日飛車による第2話挿入曲。作曲・編曲はいずれも曾國宏、Jewell Fortenberry。
「Summer Storm」
VIDEOTAPEMUSICによる第3話挿入曲。作曲・編曲はVIDEOTAPEMUSIC。
「Tune from diamond」
ザ・なつやすみバンドによる第4話挿入曲。作曲はMC.sirafu、編曲はザ・なつやすみバンド。
「夜釣り」
ミツメによる第5話挿入曲。作曲・編曲はミツメ。
「Let There Be Light Again」
落日飛車による第6話挿入曲。作詞・作曲は曾國宏、編曲は落日飛車。
「Beacon」
Ogawa & Tokoroによる第7話挿入曲。作曲・編曲はOgawa & Tokoro。
「Yamabiko's Theme」・「Kodama's Theme」
空中泥棒による第8話挿入曲。作曲・編曲はいずれも空中泥棒。
「Soft Oversight」
Ogawa & Tokoroによる第9話挿入曲。作曲・編曲はOgawa & Tokoro。
「ソウとセイジ」
ミツメによる第9話挿入曲。作曲・編曲はミツメ。
「今日の歌」
カネヨリマサルによる第10話挿入曲。作詞・作曲は千歳美那、編曲はカネヨリマサル。
「Lightship」
ザ・なつやすみバンドによる第11話挿入曲。作詞・作曲は中川理沙、編曲はザ・なつやすみバンド。
「スペア」
ミツメによる第12話挿入曲。作詞は川辺素、作曲・編曲はミツメ。
「サニーボーイ・ラプソディ」
toeによる第12話挿入曲。作詞・作曲・編曲はtoe。

劇中歌
「旅立ちの日に」
みんなによる第6話劇中歌。作詞は小嶋登、作曲は坂本浩美、補曲は松井孝夫、編曲はコーニッシュ。

## 各話リスト
| 話数   | サブタイトル                   | 絵コンテ   | 演出              | 作画監督                                   | 初放送日       |
| ------ | ------------------------------ | ---------- | ----------------- | ------------------------------------------ | -------------- |
| 第1話  | 夏の果ての島                   | -          | 夏目真悟          | 長坂慶太                                   | 2021年 7月16日 |
| 第2話  | エイリアンズ                   | 夏目真悟   | 北川朋哉          | 長澤礼子                                   | 7月23日        |
| 第3話  | 下駄を履いたネコ               | 斎藤圭一郎 | 斎藤圭一郎        | 刈谷暢秀                                   | 7月30日        |
| 第4話  | 偉大なるモンキー・ベースボール | 川尻善昭   | イムガヒ          | 原科大樹                                   | 8月6日         |
| 第5話  | 跳ぶ教室                       | 夏目真悟   | 石倉礼            | 伊澤珠美 石倉礼 川﨑玲奈 小田剛生          | 8月13日        |
| 第6話  | 長いさよなら                   | 夏目真悟   | 北川朋哉          | 長澤礼子                                   | 8月20日        |
| 第7話  | ロード・ブック                 | 川尻善昭   | 松井健人          | 八重樫洋平 喜友名陽                        | 8月27日        |
| 第8話  | 笑い犬                         | 斎藤圭一郎 | 斎藤圭一郎        | 斎藤圭一郎                                 | 9月3日         |
| 第9話  | この鮭茶漬け、鮭忘れてるニャ   | 小嶋慶祐   | 柏淳志            | 後藤圭佑 埼玉 大嶋由葵 佐藤千恵子 久田正高 | 9月10日        |
| 第10話 | 夏と修羅                       | 夏目真悟   | 北川朋哉 松井健人 | 原科大樹                                   | 9月17日        |
| 第11話 | 少年と海                       | 久貝典史   | 大野仁愛          | 久貝典史                                   | 9月24日        |
| 第12話 | 二年間の休暇                   | -          | 夏目真悟          | 長坂慶太                                   | 10月1日        |

## 放送局
| 放送期間 | 放送時間                     | 放送局             | 対象地域 | 備考                                 |
| --- | ---------------------------- | ------------------ | -------- | ------------------------------------ |
| 2021年7月16日 - 10月1日 | 金曜 0:30 - 1:00（木曜深夜） | TOKYO MX           | 東京都   |                                      |
| |                              | KBS京都            | 京都府   |                                      |
| | 金曜 1:00 - 1:30（木曜深夜） | サンテレビ         | 兵庫県   |                                      |
| | 金曜 1:29 - 1:59（木曜深夜） | くまもと県民テレビ | 熊本県   |                                      |
| | 金曜 21:00 - 21:30           | AT-X               | 日本全域 | CS放送 / リピート放送あり            |
| | 金曜 23:00 - 23:30           | BS朝日             | 日本全域 | 製作局 / BS/BS4K放送 / 『アニメA』枠 |
| 2021年7月17日 - 10月2日 | 土曜 1:56 - 2:26（金曜深夜） | 青森放送           | 青森県   |                                      |
| 2021年7月22日 - 10月7日 | 木曜 1:40 - 2:10（水曜深夜） | 九州朝日放送       | 福岡県   |                                      |
| 2021年8月6日 - 10月22日 | 金曜 1:40 - 2:10（木曜深夜） | 山形テレビ         | 山形県   |                                      |
| TOKYO MX・BS朝日・KBS京都・サンテレビ・青森放送・九州朝日放送では本放送前週に『TVアニメ「Sonny Boy」放送記念特番！プレミアムナイト』が放送された。 |                              |                    |          |                                      |

インターネットではAmazon Prime Video、dアニメストア、U-NEXT、アニメ放題、Hulu、バンダイチャンネル、FOD、ABEMA、dTV、ひかりTV、TSUTAYA TV、J:COMオンデマンド、GYAO!、niconico、ビデオマーケット、Rakuten TV、Google Play、DMM.com、HAPPY!動画、ムービーフルplusにて、2021年7月17日以降に順次配信。また、YouTubeの松竹チャンネルでは同日に前述の特別番組の完全版が配信された。

## BD
2021年12月8日に全12話を収録したBlu-ray BOX (SHBR-0639) が発売された。